# Ole Christensen

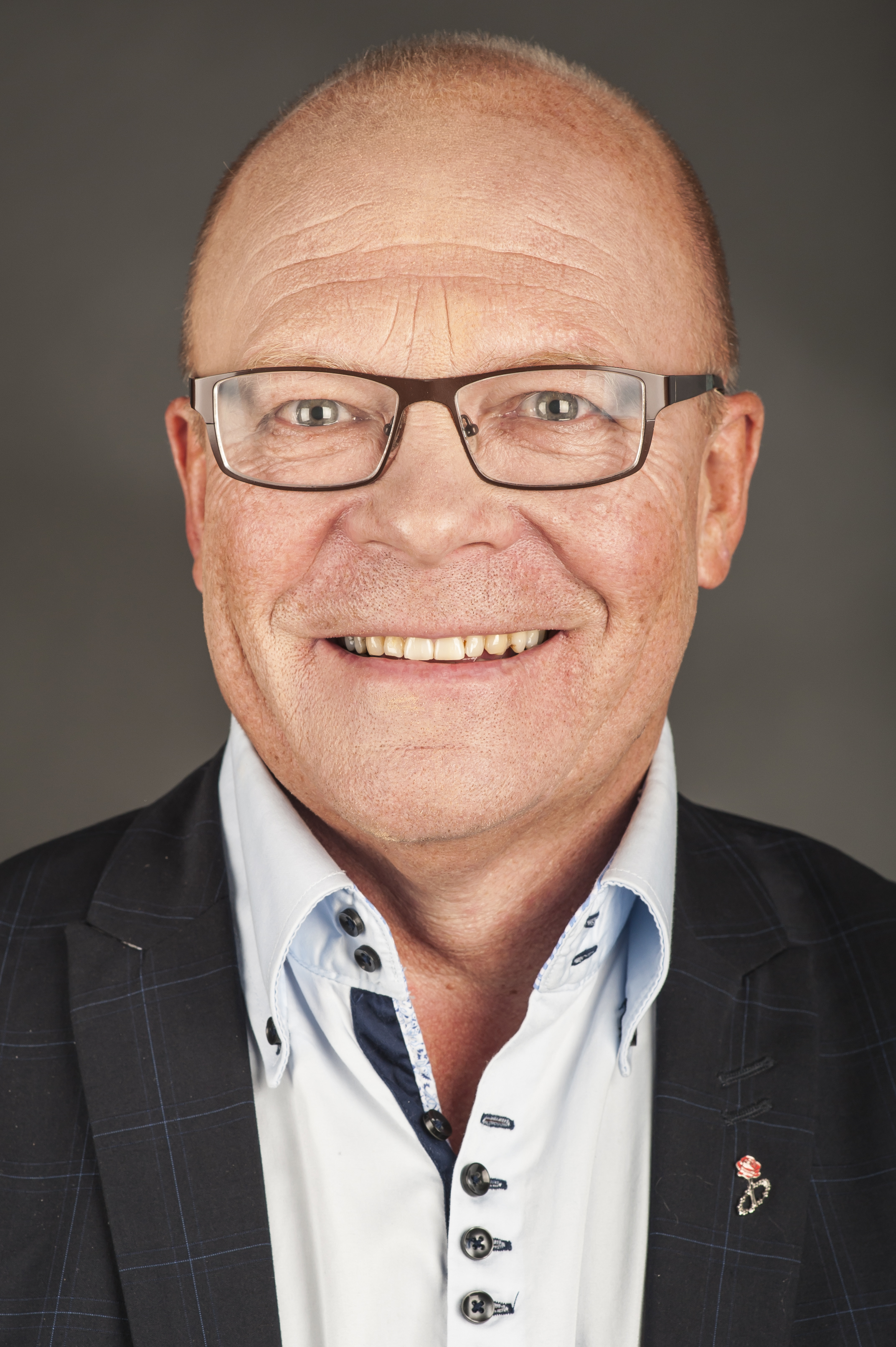
Ole Christensen

Ole Christensen (Pandrup, 7 mei 1955) is een Deens politicus afkomstig uit Noord-Jutland.

## Biografie
Christensen werkte als metaalwerker tussen 1971-1976, voordat hij toetrad tot het Lijfwachtregiment van de Koningin (1976-1990). Tijdens zijn dienst was hij senior vakbondsman en lid van het landelijk bestuur van HKKF vakbond legerpersoneel.
Na zijn afstuderen als Bachelor of Commerce in 1984 werkte hij in 1990 als docent aan de Trainerschule Aalborg, voordat hij een handelsconsultant in de Wirtschaftskammer Aalborg (1992-1998) werd. Hij is betrokken geweest bij diverse andere vakbonden en lokale overheidsinstellingen in Noord-Jutland.
Hij was vicevoorzitter van de Deense TUC in Brovst (1984-1988) en voorzitter van het kiesdistrict Brovst (1984-1989). Hij diende toen als lid van de gemeenteraad van Brovst (1989-2004), met inbegrip van ambtstermijnen als burgemeester (1998-2002) en wethouder (2002-2004).
In 2004 werd hij gekozen als lid van het Europees Parlement voor de Socialdemokraterne, in 2009 en in 2014 werd hij herkozen.